# Афаніус корсиканський
Афаніус корсиканський (Aphanius fasciatus) — невелика риба родини коропозубих (Cyprinodontidae). Мешканець прибережних вод Середземного моря.

## Опис
Середня довжина тіла 5—7 см. Самець сіро-блакитний з 10—15 темними смугами і жовтими плавцями. Самиця блідіша, має блідо-сірі плавці і менш виражені смужки з боків. Він харчується дрібними водними безхребетними та органічними залишками.

## Поширення
Населяє солоні озера, солончакові болота та прибережні солоні лагуни навколо узбережжя Середземного моря від півдня Франції до Туреччини, на середземноморських островах, на Близькому Сході та на півночі Африки.

## Охорона
На більшій частині ареалу стан природних популяцій виду наразі залишається більш-менш стабільним, за що він, згідно з Червоним списком МСОП, отримав охоронний статус «відносно благополучний вид». Але в ряді регіонів спостерігається тенденція до зниження чисельності популяції виду. Тому афаніус корсиканський занесений до Додатку 3 Бернської конвенції (охоронна категорія: вид підлягає охороні), а також до Директиви Європейського Союзу 92/43/ЄС «Про збереження природних оселищ та видів природної фауни і флори» (Додаток II. Види рослин і тварин, що становлять особливий інтерес для Європейського Союзу, збереження яких потребує створення територій особливої охорони).